# Eruga kauli
Eruga kauli är en stekelart som beskrevs av Ian D. Gauld 1991. Eruga kauli ingår i släktet Eruga och familjen brokparasitsteklar. Inga underarter finns listade i Catalogue of Life.